# Alliance démocratique (Guinée-Bissau)
Pour les articles homonymes, voir Alliance démocratique.
L'Alliance démocratique (portugais : Aliança Democrática) (AD) était une alliance politique en Guinée-Bissau.

## Histoire
L'alliance a été créée en 1999 et était initialement dirigée par Jorge Mandinga. Ses membres comprenaient initialement le Parti de la convergence démocratique (en) dirigé par Victor Mandinga (le frère de Jorge) et le Front démocratique. Il a remporté trois sièges aux élections législatives de 1999.
L'Alliance faisait partie de l'alliance plus large de la Plateforme unie (en) pour les élections de 2004, mais n'a pas réussi à remporter un siège. Cependant, il a remporté un seul siège lors des élections législatives de 2008 . Il a proposé Vicente Fernandes comme candidat aux élections présidentielles de 2012. Fernandes a terminé sixième avec 1,4% des voix.